# موسيخوس
موسيخوسشاعر مصري ولد في حوالي 150 ميلادي في مدينة الإسكندرية من أبوين يونانيين. وعرف بأنه الشاعر الذي ذكر في شعره الأسطورة التي كانت تدور عن الملك الفينيقي أجينور الذي والده اسمه بوزيدون وامة ليبيا التي اعطت اسمها لقارة أفريقيا، وابنته أوروبا حبيبة زيوس اعطت اسمها إلى قارة أوروبا، وقدموس اعطى اسمة إلى (كاداميا)الواقعة في بلاد اليونان، وقد جعل المؤرخون وعلماء الأثار من تلك القصيدة أحد الدلائل التي عرفت من اين أطلق اسم أوروبا.